# Гонсалес, Франсиско (футболист, 2001)
Франси́ско Агусти́н Гонса́лес (исп. Francisco Agustín González; род. 6 апреля 2001, Ordóñez, Кордова) — аргентинский футболист, вингер клуба «Ньюэллс Олд Бойз».

## Клубная карьера
Гонсалес — воспитанник клубов «Спортиво Унион Ордоньес» и «Ньюэллс Олд Бойз». 15 сентября 2019 года в матче против «Росарио Сентраль» он дебютировал в аргентинской Примере в составе последнего. 12 декабря 2021 года в поединке против «Сан-Лоренсо» Франсиско забил свой первый гол за «Ньюэллс Олд Бойз».